# Visoko
Visoko város Bosznia-Hercegovina középső részén, a Zenica és Szarajevó közti úton. Lakosainak száma kb. 17 000. Visoko közigazgatási szempontból a Zenica-Doboj kanton része. Neve jelentése bosnyákul annyit tesz Magasan, amely a környező hegyekre utalhat. A középkori Bosnyák Királyság legelső fővárosa és királyi székhelye volt.

## Fekvése
A város a Bosznia folyó partján fekszik, ahol a Fojnička belétorkollik.

## Történelem
A terület egykor a középkori Bosznia állam központját képezte, I. Kotromanić Tvrtko király itt hozta létre az ország fővárosát 1355-ben.
A török hódoltság kezdete 1463-ban volt. Magát a várost a török hódítás idején alapította Ajas bég. Miután az Osztrák–Magyar Monarchia elfoglalta Boszniát, Visokót újjáépítették abban a keleti stílusban, amely az oszmán korra volt jellemző.
A város 1945. április 7-én szabadult fel.
Jugoszlávia részeként Visoko eleinte nem nagyon fejlődött. A második világháborúban a város nem sok károsodást szenvedett. A nagy fejlődés a kommunizmus évtizedeiben indult meg. A boszniai háború Visokóra is nagy hatással volt, a háború négy éve alatt Bosznia és Hercegovina hadserege állomásozott itt.
Visoko ma gazdag kulturális örökséggel rendelkező város, de gazdaságára a háború negatív hatással volt.

## Népesség
2005-ben a város lakossága 40 276 fő:
- 96% bosnyák, 2% szerb, 1% horvát, 1% egyéb.

## Látnivalók
A városban egy mecset és egy dzsámi található. A Hadži Ibrahim mecset és a Fehér vagy Šerefudinova dzsámi. A dzsámit Zlatko Ugljen építette 1980-ban.

## Piramisok
2005 végén a boszniai Semir Osmanagić egy piramist vélt felfedezni a Visoko feletti hegyen. Az elkezdődött régészeti feltárások során további négy piramist találtak és további kettőt feltételeznek.
A tudomány még eléggé megosztott, sokan kételkednek a felfedezésben. A turizmusnak viszont kedvez ez a hírverés, évente több százezer turista fordul meg az ásatásokon.

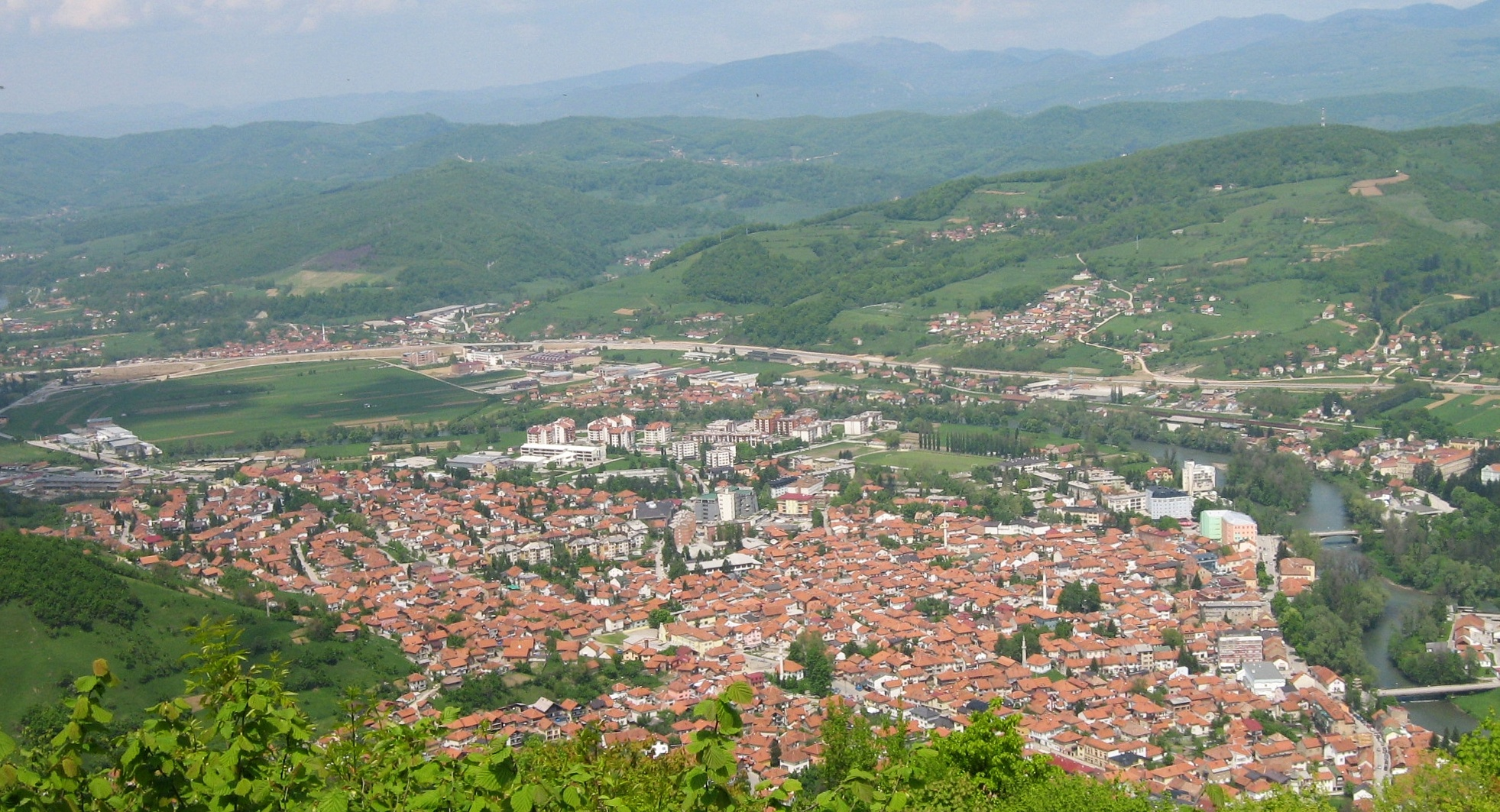
Visoko látképe a Nap piramisról

## Média
- Rádió Q Archiválva 2007. március 1-i dátummal a Wayback Machine-ben
- Visokoi Rádió Televízió
- Rádió NABA
- CATV